# Kokopelli
Pour l'association homonyme distributrice de semences biologiques, voir Kokopelli (association).
 (août 2014).
Si vous disposez d'ouvrages ou d'articles de référence ou si vous connaissez des sites web de qualité traitant du thème abordé ici, merci de compléter l'article en donnant les références utiles à sa vérifiabilité et en les liant à la section « Notes et références ».

Kokopelli

Kokopelli est un personnage mythique souvent représenté comme un joueur de flûte bossu, issu des anciennes croyances amérindiennes du Sud-Ouest des États-Unis, il a plus de 3 000 ans. Kokopelli était une image de la mythologie des Amérindiens Anasazi et/ou Hohokams, symbole de fertilité, de joie, de fête, de longue vie. C’est aussi un ménestrel, un esprit de la musique, un conteur, un voyageur de commerce, un faiseur de pluie, un guérisseur, un professeur, un magicien farceur, un séducteur, un fertilisateur (il a d’ailleurs aussi comme autres noms « le Casanova Anasazi » ou « Cassanova of the Cliff Dwellers » car il est parfois représenté avec un attribut mâle d’une taille exagérée). Kokopelli possède la sagesse de l’âge. Ce voyageur joyeux a une leçon pour chacun. Sa plus grande leçon semble être de nous montrer que nous ne devrions pas prendre la vie trop au sérieux.
Il est plus particulièrement présent dans le pays du « Four corners », haut plateau à cheval sur quatre états (Nouveau-Mexique, Colorado, Utah et Arizona) dont l’intersection se trouve sur la réserve des indiens Navajos. Néanmoins des peintures rupestres le représentant ont été trouvées du Pérou au Canada.

## Les mythes
Dans certains mythes, la bosse de Kokopelli contient des graines, des plantes, des bébés, des mocassins et des couvertures, des sacs de chansons, des objets sacrés ou médicinaux, le tout étant destiné à être offert aux personnes qu'il souhaite séduire ou contenter. Tout en semant les graines cachées au creux de sa bosse, il chante et il joue de la flûte. Il met ainsi, dans les semences, le souffle de la vie. Il est le bienvenu pendant la saison des plantations de maïs et il est recherché par les épouses stériles.
Dans d’autres mythes, il parle au vent et au ciel. On entend sa flûte dans la brise de printemps, apportant la chaleur après le froid d'hiver. Il incarne donc aussi la pureté et le spirituel de la musique. Selon cette légende, Kokopelli apporte la bonne fortune et la prospérité à celui qui écoute ses chansons. Sa flûte annonce sa venue et à son départ la récolte est abondante et toutes les femmes sont enceintes.
Dans d’autres enfin, il possède un phallus proéminent voire détachable qui flotte en aval et qui, non détecté, imbibe les demoiselles se baignant dans le fleuve. C’était un grand honneur pour une femme de l’avoir comme « compagnon d’un temps de rêve » lors de sa venue dans un village.
Kokopelli est donc une divinité positive, adorée des indiens Navajos, Hopi, Zuñi, Anasazi, Hohokam, Mogollon, Fremont, Hope, Mimbres, Tewa Nepokwa'i. Kokopelli est aussi révéré de nos jours par des descendants des Taos et du peuple Acoma. Son nom est composé de « KOKO » pour le bois et « Pilau » pour la bosse en langue Navajo et se prononce kô kô pel´ lê. Une autre étymologie en langue Zuni rapproche « Koko » de Dieu et « Pelli » du nom d’une mouche voleuse de dessert qui porte aussi une bosse et une trompe nasale proéminente. Il porte aussi d’autres noms tels que « Kokopilau », « Kokopele », « Kokopetiyot » et "Olowlowishkya".
Il existe aussi son double au féminin qui est appelée « Kokopelli Mana » présentée aussi parfois comme l’épouse de Kokopelli qui séduit les hommes. Elle était toujours en vagabondage la nuit, recherchant quelqu'un à aider sexuellement. Dans la langue des indiens Hopi, Mana est « femme; épouse. »

## Divinité universelle
Kokopelli est le seul personnage connu anthropomorphique sur peinture rupestre à avoir un nom, une identité et un genre établis. Certains[Qui ?] ont comparé son importance chez les Indiens du Sud-ouest à celle d'Abraham chez les Juifs et à celle de saint Paul chez les Chrétiens.
Kokopelli ressemble à Osiris dans la religion égyptienne. Et, comme Osiris, il a un lien avec le sexe. Osiris est le Dieu de la fertilité (de même que la signification du sexe), comme nous le prouve sa couleur verte. Kokopelli est basé sur la même vérité. Ils sont tous les deux représentés dans le ciel par la même constellation - Orion.

## Portrait
La bosse de Kokopelli est parfois représentée comme un arc qui couvre entièrement son dos. D'autres fois, elle en couvre seulement la moitié inférieure. Ses bras sont habituellement représentés en forme de "V" avec ses coudes dirigés vers le bas, vers la terre. Sa jambe avant est habituellement représentée en symétrie de la ligne formée par sa bosse. De même, sa jambe arrière est habituellement représentée en continuité de la ligne de son corps. La flûte, qui est réellement un nez, est habituellement représentée comme une ligne droite, ou une paire de lignes droites. Parfois, cependant, elle est courbée. Souvent, elle a une extrémité à bulbe - comme l'extrémité d'une clarinette ou d’un tromblon. Un nombre pair d’éléments compose la crête sur la tête de Kokopelli. Dans la culture des Pueblos, la crête de fête représente les antennes de la sauterelle, auquel il est parfois associé. Comme représentant du monde des esprits, il apparaît avec des plumes sur sa tête. Dans d'autres descriptions, la crête sur sa tête représente les rayons de lumière.
Quand il est présent, le phallus de Kokopelli est exceptionnellement long et droit, symbolisant les graines fertiles de la reproduction humaine. Il est d'habitude étiré vers le haut du corps et est parfois seulement représenté comme une ligne unique ou une flèche. Son phallus est clairement peint sur un mur de plus de mille ans dans le Parc national Mesa Verde. Il est souvent dit que l'image de Kokopelli a été "nettoyée" au cours des années (son phallus est moins souvent visible) dû, en partie, à l'influence des prêtres Catholiques qui ont poussé fort le Christianisme chez les habitants du pays du Sud-ouest américain.

## Dans la culture populaire

### En littérature
- Le Dieu Kokopelli intervient dans un roman du romancier américain Tony Hillerman, Le Voleur de temps.
- Kokopelli est présent dans La piste de l'aigle de Frédéric Lasaygues.
- Kokopelli est un personnage central dans le roman She who remembers de Linda lay Schuler 1988.

### En audiovisuel
- Kokopelli est évoqué dans un épisode de la série TV Inspecteur Derrick, titré "Le message universel" (https://www.youtube.com/watch?v=jx3NxfVIJeM)

### En musique
- Kokopelli est le titre d'une chanson d'Omnia, quatrième piste de l'album Earth Warrior.
- Kokopelli est le titre d'une chanson de Mild High Club (en) sur l'album Skiptracing.
- Kokopelli est le titre d'un morceau de Kurt Rosenwinkel sur l'album Crossroads Guitar Festival 2023.

### En agriculture
- Kokopelli  est une association française de diffusion de semences
- Kokopelli (kpl) est le nom donné à un gène mutant du maïs et du sorgho régulant la taille des graines[1]